# Joey Pollari
Joey Pollari (4 aprile 1994) è un attore statunitense, conosciuto principalmente per il suo ruolo nel film Skyrunners, dove interpreta il ruolo di Tyler.

## Biografia
Nato nel Minnesota e di discendenze finlandesi (il nonno paterno era originario della Finlandia), studiò recitazione al Stagecoach Theatre Arts. Successivamente prese parte ad alcune produzioni teatrali nell'area di Minneapolis e Saint Paul, come quelle al Teatro Guthrie e al SteppingStone Theatre for Youth Development. Nel 2006 venne chiamato a recitare in un episodio della serie TV Cold Case - Delitti irrisolti e nel 2009, all'età di quindici anni, la The Walt Disney Company gli affidò il ruolo di uno dei due protagonisti del film Skyrunners, accanto al suo amico Kelly Blatz, che nel film interpreta il fratello. Per questo film vinse anche il premio Best Performance in a TV Movie agli Young Artist Awards del 2006.
Nel 2012 interpreta la parte di Will McKanzie, protagonista della serie tv The Inbetweeners - Quasi maturi, e quella di David, il "killer" teen-ager del film Profile of a Killer.
È apertamente gay, ha fatto coming out con i suoi amici e familiari all'età di 18 anni, prima di renderlo pubblico in un'intervista per The Advocate.

## Filmografia

### Cinema
- Skyrunners, regia di Ralph Hemecker (2009)
- Profile of a Killer, regia di Caspian Tredwell-Owen (2012)
- Eden, regia di Shyam Madiraju (2015)
- Tuo, Simon (Love, Simon), regia di Greg Berlanti (2018)

### Televisione
- Cold Case - Delitti irrisolti - serie TV, episodio 3x21 (2006)
- Avalon High, regia di Stuart Gillard – film TV (2010)
- The Inbetweeners - Quasi maturi (The Inbetweeners) - serie TV, 12 episodi (2012) - Will McKanzie
- Major Crimes - serie TV, episodio 3x12 (2014)
- American Crime - serie TV, 10 episodi (2016)
- SEAL Team - serie TV, 5 episodi (2022-2024)
- Sugar - serie TV, 4 episodi (2024)

## Doppiatori italiani
Nelle versioni in italiano delle opere in cui ha recitato, John-Paul Lavoisier è stato doppiato da:
- Manuel Meli in Skyrunners, American Crime
- Alessio De Filippis in Avalon High
- Omar Vitelli in The Inbetweeners - Quasi maturi
- Davide Albano in Major Crimes